# 라르스 리델
라르스 페터 리델(독일어: Lars Peter Riedel, 1967년 6월 28일 ~ )은 독일의 전직 육상 선수이다.
리델은 전 독일 민주 공화국에서 자신의 원반던지기 경력을 시작했다. 그는 츠비카우 옆에 있는 투름에서 자랐다. 1983년에, 그는 SC 카를-마르크스-슈타트에 가입했다. 그의 첫번째 주요 대회는 1986년 세계 주니어 선수권 대회와 1990년 유럽 선수권 대회였다. 동독이 물러났을 때 리델은 정기적으로 훈련을 중단했다. 리델은 USC 마인츠에서 코치 카를하인츠 스테인메트츠를 만난 직후 다시 한번 자신의 스포츠 경력에 대한 훈련을 시작했다. 1990년대에 그는 독일 원반던지기 장면에서 두드러진 활약을 보여준 인물이 되었다. 자신의 뛰어난 체력 (1.99m, 115kg)으로 그는 애틀란타 올림픽에 출전했다. 그 대회에서 그는 유일한 올림픽 금메달을 획득했다. 또한, 그는 세계 육상 선수권 대회에서 5번 우승했다.
그는 그의 부인 케르스틴과 별거하고 있다.